# Bavorové z Blatné
Bavorové z Blatné byla větev jihočeského rodu Bavorů ze Strakonic. 
Větev založil na konci 12. století Klušna, syn nejvyššího číšníka a maršálka Dluhomila. Jeho synové Vyšemír z Blatné a Ivan se přesunuli z Moravy do jižních Čech. Vyšemírovi synové  Předota z Blatné, Bavor z Blatné a Dluhomil z Blatné jsou zmiňováni v roce 1243 a 1253. Předota se poté zřejmě vyskytuje v roce 1262. Brzy nato větev zřejmě zanikla a Blatná přešla do držení hlavní větve.